# 槐

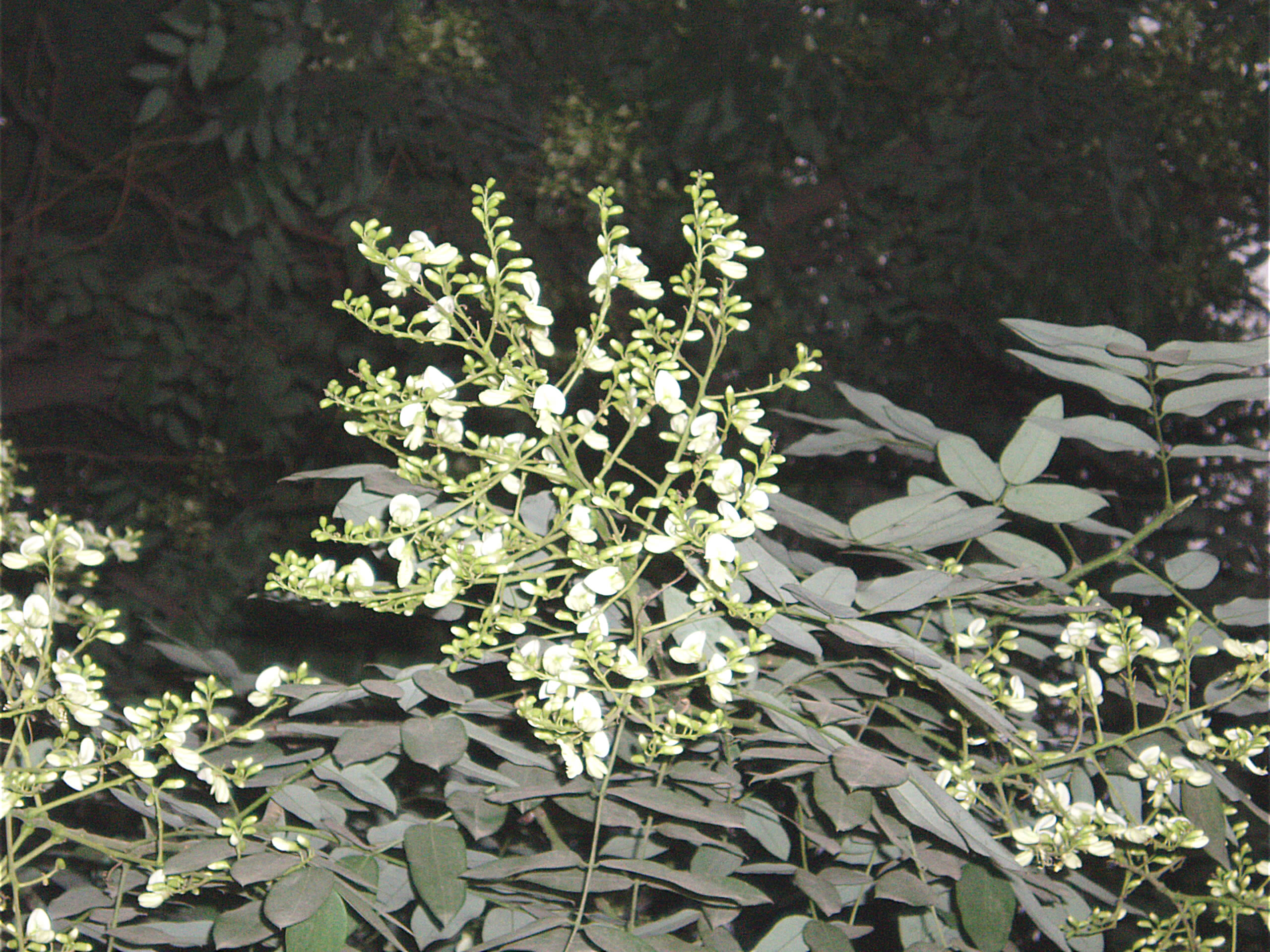
槐花

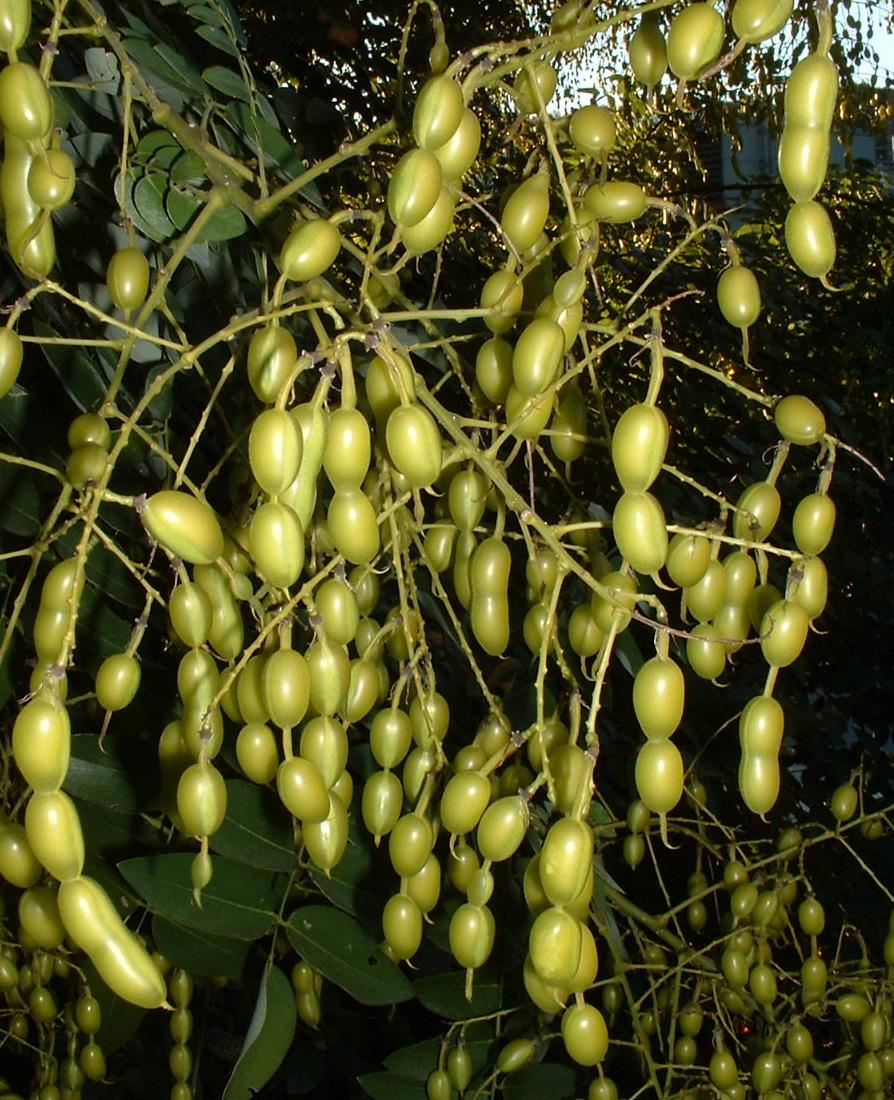
槐果

槐（学名：Styphnolobium japonicum）是槐屬的一种大型乔木，原产于中国，为了区别原产于北美的刺槐（洋槐），也称为国槐、家槐，在河北一带农村常称为“笨槐”。
其种加词“japonicum”意为“日本的”。
槐树树型高大，喜光、根深，生长迅速。其羽狀複葉和刺槐相似，但刺槐的叶略透明。
槐树和其他豆科树木不同，根部没有共生的根瘤菌。近代从分子生物学角度对其基因进行研究后，对“槐属”进行了重新的划分。此外，还有一种园艺变种龙爪槐，枝条下垂，树型不大，是一种装点园景的好树种。近年还培育出一种开粉红色花的龙爪槐。

## 用途
槐树的花为淡黄色，可烹调食用，花蕾俗称“槐米”，也可作中药或染料。其荚果跟其他豆类植物不同，肉胶质，在种粒之间收缩，形成念珠状，也是一种中药，名槐角子。槐树花期在夏末，和其他树种花期不同，所以是一种重要的蜜源植物。
槐树木质坚硬，有弹性，以前是制造畜拉大车的主要木材，也可用来造船。槐树树阴浓密，是很好的行道树。很多城市将其作为市树，如山东的淄博市和泰安市、北京市。

## 文化
槐树因在历史的各个时期里，北京城内都种植有大量国槐，紫禁十八槐、景山“罪槐”、陶然亭古槐等一大批名槐，是古都沧桑变化的历史见证，也因此被推举为中国北京市的市树。
槐树在中国广为栽植，全国各地都有大槐树，最为著名的是山西洪洞县的大槐树。史载，明朝永乐皇帝迁都北京，由于当时河北人口稀少，所以从人口较多的山西移民，外迁的移民在洪洞集结，留恋故土的移民们，多采集大槐树的种子、枝条，将它种植到新家。因此直到现在，在河北、山东、东北各地，这一民谚仍然家喻户晓：“问我老家在何处，山西洪洞大槐树”。

## 变种

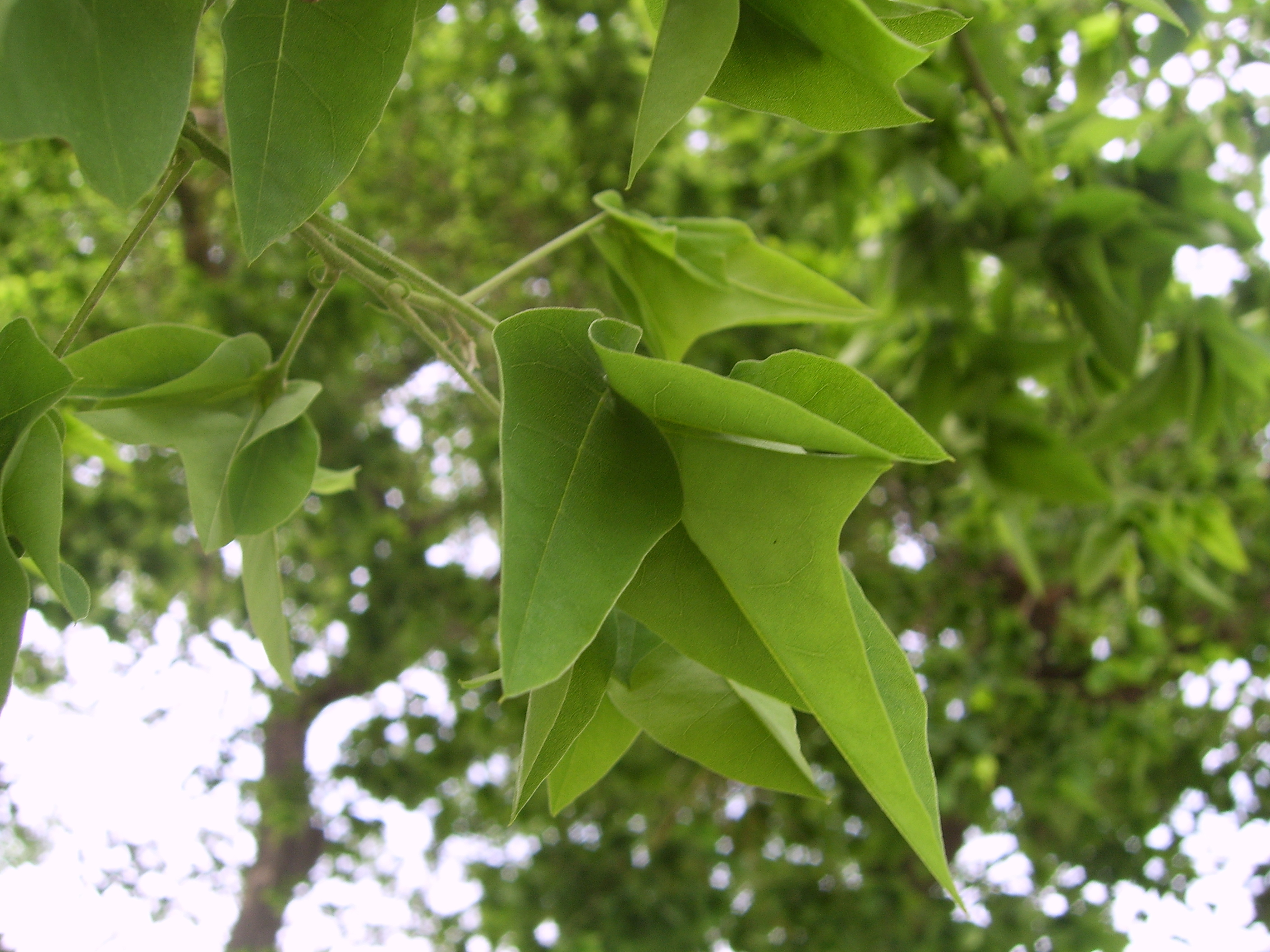
国槐的变种：蝴蝶槐

- 蝴蝶槐、五叶槐（f.oligophylla）
- 龙爪槐（var. japonica ）

## 同物異名
以下列出本物種的同物異名：
- Anagyris chinensis Spreng.
- Anagyris foetida Lour.
- Anagyris sinensis Steud.
- Macrotropis foetida DC.
- Ormosia esquirolii H.Lév.
- Pongamia chinensis DC.
- Robinia mitis Lour.
- Sophora angustifoliola Q.Q.Liu & H.Y.Ye
- Sophora japonica L.
- Sophora japonica var. pendula Lodd. ex Sweet
- Sophora japonica var. vestita Rehder
- Sophora korolkowii Dieck ex Koehne
- Sophora mairei H.Lév.
- Sophora pendula (Lodd. ex Sweet) D'Ounous
- Sophora pubescens Tausch
- Sophora sinica Rosier
- Sophora vaniotii H.Lév.
- Sophora vestita Nakai
- Styphnolobium japonicum f. oligophyllum (Spach) H.Ohashi
- Styphnolobium japonicum var. pendulum (Lodd. ex Sweet) G.Kirchn.

## 延伸阅读
[在维基数据编辑]
 《欽定古今圖書集成·博物彙編·草木典·槐部》，出自陈梦雷《古今圖書集成》
 《植物名實圖考·槐》，出自吳其濬《植物名實圖考》